# Nipaipo
Nepai oder auch Nipaipo (jap. 二十八歩) heißt „28 Schläge“ und bezeichnet eine Karate-Kata aus dem Baihequan (chinesisch 白鶴拳, Pinyin báihèquán, jap. hakutsuru-ken, dt. Weißer-Kranich-Stil).

## Geschichte der Kata
Die Bewegungsform wurde ursprünglich von Fang Qiu Jang entwickelt. Sie selber praktizierte den Ryu-Ryukos-Stil (chin. Minhequan). Gemäß Kanzaki Shigekazu und Patrick McCarthy soll diese Kata eine direkte Form sein. Das heißt: diese Kata hat ihre Urform behalten und wurde kaum verändert.

## Ablauf der Kata
Die Kata hat 64 Bewegungen. Sie stellt hohe Anforderungen an den Übenden wie Gleichgewichtskontrolle und Koordination. Eine der Stärken der Kata ist, dass die Atemi-Punkte sehr stark geübt werden, etwa durch die Nukite-Technik und Ippon-Ken. Sie gehört mit zu den schwersten Katas im Karate. Man braucht viele Jahre, um sie zu beherrschen und ihre Bunkai zu verstehen.